# Кусов, Владимир Анатольевич
Владимир Анатольевич Кусов (15 мая 1923, СССР — 2 июня 1997, Москва) — советский и российский театральный деятель, артист и режиссёр кукольного театра. Народный артист РСФСР (1987).

## Биография
Родился 15 мая 1923 года. Жил и учился в Балашихе, Московская область.
После окончания школы ушёл на фронт Великой Отечественной войны; служил командиром артиллерийского взвода, окончив курсы в Чкаловском военном училище. Воевал до окончания войны на 2-м Белорусском фронте.
После войны, с 1947 года, работал актёром Государственного Центрального театра кукол под руководством С. В. Образцова; позже был ассистентом режиссёра и режиссёром. Отдал служению театру Образцова 50 лет своей жизни, проработав в нём до своей смерти.
Был автором идеи создания спектакля «Божественная комедия» (1961 год).
Умер 2 июня 1997 года. Урна с прахом захоронена в колумбарии Донского кладбища.

## Роли
- «Мистер Твистер и Петрушка-иностранец» — Мистер Твистер; папа Петрушки; дворник.
- «Маугли» — Балу.
- «Говорит и показывает ГЦТК» — Диктор телепрограммы; комментатор в аэропорту.
- «Чертова мельница» — Вельзевул; Омнимор.
- «Мой, только мой» — Сыщик; капеллан.
- «Волшебная лампа Аладдина» — Султан.
- «Необыкновенный концерт» — Пианист; укротитель львов; фокусник; танцор танго; Вася Бельведерский; Вольдемар Кыш.
- «Дон Жуан» — Черт-преследователь; брателло.
- «Теремок» — Ёж.
- «Кошкин дом» — Кот.

## Постановки
- 1968 — «Необыкновенный концерт» — режиссёр.
- 1968 — «Заячья школа» — режиссёр.
- 1970 — «Новоселье» — режиссёр.
- 1972 — «Говорит и показывает ГЦТК» — режиссёр-постановщик.
- 1974 — «Таинственный гиппопотам» — режиссёр-постановщик.
- 1975 — «Дон Жуан» — режиссёр-постановщик.
- 1977 — «Три толстяка» — режиссёр-постановщик.
- 1979 — «Какой счёт?» — режиссёр-постановщик.
- 1980 — «Принцесса и эхо» — режиссёр-постановщик.
- 1985 — «Шлягер, шлягер, только шлягер» — режиссёр-постановщик.
- 1987 — «Маугли» (возобновление) — режиссёр-постановщик.
- 1990 — «Сыр-бор» — режиссёр-постановщик.
- 1994 — «Геракл» — режиссёр-постановщик.

## Фильмография
- 1954 — Злодейка с наклейкой — актёр кукловод
- 1956 — Сказка о попе и о работнике его Балде — актёр кукловод

## Награды и звания
- Награждён орденами Отечественной войны[4] и «Знак Почёта», а также медалями.
- Заслуженный артист РСФСР (3.12.1976).
- Народный артист РСФСР (15.06.1987).